# Ілліополіс (Іллінойс)
Ілліополіс (англ. Illiopolis) — селище (англ. village) в США, в окрузі Сенґамон штату Іллінойс. Населення — 846 осіб (2020).

## Географія
Ілліополіс розташований за координатами 39°51′5″ пн. ш. 89°14′52″ зх. д. / 39.85139° пн. ш. 89.24778° зх. д. (39.851422, -89.247740).  За даними Бюро перепису населення США в 2010 році селище мало площу 1,19 км², уся площа — суходіл.

## Демографія
Згідно з переписом 2010 року, у селищі мешкала 891 особа в 342 домогосподарствах у складі 244 родин. Густота населення становила 751 особа/км².  Було 384 помешкання (323/км²).
Расовий склад населення:
| - 98,1 % — білих - 0,6 % — чорних або афроамериканців - 0,1 % — корінних американців |

До двох чи більше рас належало 1,1 %. Частка іспаномовних становила 0,4 % від усіх жителів.
За віковим діапазоном населення розподілялося таким чином: 27,8 % — особи молодші 18 років, 59,2 % — особи у віці 18—64 років, 13,0 % — особи у віці 65 років та старші. Медіана віку мешканця становила 36,3 року. На 100 осіб жіночої статі у селищі припадало 100,7 чоловіків;  на 100 жінок у віці від 18 років та старших — 102,2 чоловіків також старших 18 років.
Середній дохід на одне домашнє господарство  становив 57 935 доларів США (медіана — 50 000), а середній дохід на одну сім'ю — 66 135 доларів (медіана — 56 563). За межею бідності перебувало 8,0 % осіб, у тому числі 8,5 % дітей у віці до 18 років та 5,9 % осіб у віці 65 років та старших.
Цивільне працевлаштоване населення становило 370 осіб. Основні галузі зайнятості: освіта, охорона здоров'я та соціальна допомога — 24,1 %, роздрібна торгівля — 17,3 %, виробництво — 14,1 %.